# Chlosyne theona
Chlosyne theona is een vlinder uit de familie Nymphalidae. De wetenschappelijke naam van de soort is, als Melitaea theona, voor het eerst geldig gepubliceerd in 1855 door Édouard Ménétries.